# Echopraxie
Echopraxie (von griech. ηχώπράξις echoprâxis: aus ηχώ echo ,Nachhall‘, ,Echo‘ und πράξις prâxis ,Tat‘, ,Handlung‘, ,Verrichtung‘) ist ein neurologisch-psychiatrisches Symptom, wie es beispielsweise beim Tourette-Syndrom vorkommt. Echopraxie äußert sich im zwanghaften automatischen Nachahmen und Wiederholen von vorgezeigten Handlungen und Bewegungen. Echopraxie kann auch bei Demenz, Katatonie, Autismus, Bewusstseinsstörung und Aphasie auftreten und kann auch Frühsymptom einer Schizophrenie bei Heranwachsenden sein.